# 德馬斯岩
德馬斯岩（英語：De Mas Rocks）是南極洲的岩石，位於特里尼蒂半島西北岸，處於杜科爾普斯角東北面4.8公里，在1838年3月由法國探險隊發現，現時由南極條約體系管理。